# Elezioni europee del 2019 in Germania
Le elezioni europee del 2019 in Germania si tennero domenica 26 maggio per eleggere i 96 membri del Parlamento europeo spettanti alla Germania. Sia la CDU/CSU che il SPD subirono pesanti perdite, mentre i Verdi divennero il secondo maggior partito in un'elezione nazionale per la prima volta nella storia tedesca.

## Scenario
Le elezioni europee del 2019 furono le prime a svolgersi in Germania dopo le elezioni federali del 2017, in cui la coalizione tra CDU/CSU e SPD, guidata dalla cancelliera Angela Merkel, subì pesanti perdite, mentre il partito euroscettico di destra Alternativa per la Germania (AfD) entrò nel Parlamento al terzo posto. Nel 2018 i Verdi e AfD conquistarono molti voti alle elezioni in Baviera Assia, con i Verdi che arrivarono al secondo posto in ognuna di esse, mentre CDU e SPD persero ciascuno dieci punti percentuali. I sondaggi federali vedevano i verdi con un sostanziale vantaggio sul SPD sin da ottobre.

## Soglia elettorale
A partire dalle elezioni europee del 2014, la Germania non ha una formale soglia da superare affinché un partito possa ottenere seggi al Parlamento europeo, e questo ha permesso a diversi partiti minori di ottenere una rappresentanza, dato che devono solamente raggiungere lo 0,5% dei voti per ottenere almeno un seggio secondo il metodo Sainte-Laguë.
Nonostante il Consiglio europeo abbia raccomandato ai Paesi con più di 35 europarlamentari di introdurre una soglia tra il 2 ed il 5%, il governo tedesco abbandonò i progetti di una soglia al 2% nel novembre 2018.

## Risultati
| Liste  | Liste                                                      | Gruppo           | Voti      | %     | +/-   | Seggi | +/-     |
| ------ | ---------------------------------------------------------- | ---------------- | --------- | ----- | ----- | ----- | ------- |
|        | Unione Cristiano-Democratica di Germania (CDU)             | PPE              | 8.437.093 | 22,56 | 7,46  | 23    | 6       |
|        | Alleanza 90/I Verdi (B90/GRÜNEN)                           | Verdi/ALE        | 7.675.584 | 20,53 | 9,84  | 21    | 10      |
|        | Partito Socialdemocratico di Germania (SPD)                | S&D              | 5.914.953 | 15,82 | 11,44 | 16    | 11      |
|        | Alternativa per la Germania (AfD)                          | ID               | 4.103.453 | 10,97 | 3,92  | 11    | 4       |
|        | Unione Cristiano-Sociale in Baviera (CSU)                  | PPE              | 2.354.817 | 6,30  | 0,96  | 6     | 1       |
|        | Die Linke (Linke)                                          | GUE/NGL          | 2.056.010 | 5,50  | 1,89  | 5     | 2       |
|        | Partito Liberale Democratico (FDP)                         | RE               | 2.028.353 | 5,42  | 2,06  | 5     | 2       |
|        | Die PARTEI                                                 | 1 NI 1 Verdi/ALE | 898.386   | 2,40  | 1,77  | 2     | 1       |
|        | Liberi Elettori (FW)                                       | RE               | 806.590   | 2,16  | 0,70  | 2     | 1       |
|        | Partito per la Protezione degli Animali (Tierschutzpartei) | GUE/NGL          | 541.984   | 1,45  | 0,20  | 1     | Stabile |
|        | Partito Ecologico-Democratico (ÖDP)                        | Verdi/ALE        | 370.006   | 0,99  | 0,36  | 1     | Stabile |
|        | Partito delle Famiglie di Germania (Familie)               | ECR              | 273.755   | 0,73  | 0,04  | 1     | Stabile |
|        | Volt Europa (Volte)                                        | Verdi/ALE        | 248.824   | 0,67  | nuovo | 1     | nuovo   |
|        | Partito Pirata (Piraten)                                   | Verdi/ALE        | 243.363   | 0,65  | 0,8   | 1     | Stabile |
|        | Democrazia in Europa - DiEM25 (DiEM25)                     | -                | 130.072   | 0,3   | nuovo | -     | nuovo   |
|        | Partito Nazionaldemocratico di Germania (NPD)              | -                | 101.323   | 0,3   | 0,73  | -     | 1       |
|        | Altri <100.000 voti                                        |                  |           |       |       |       |         |
| Totale | Totale                                                     | Totale           |           |       |       | 96    |         |